# Graal (glasteknik)

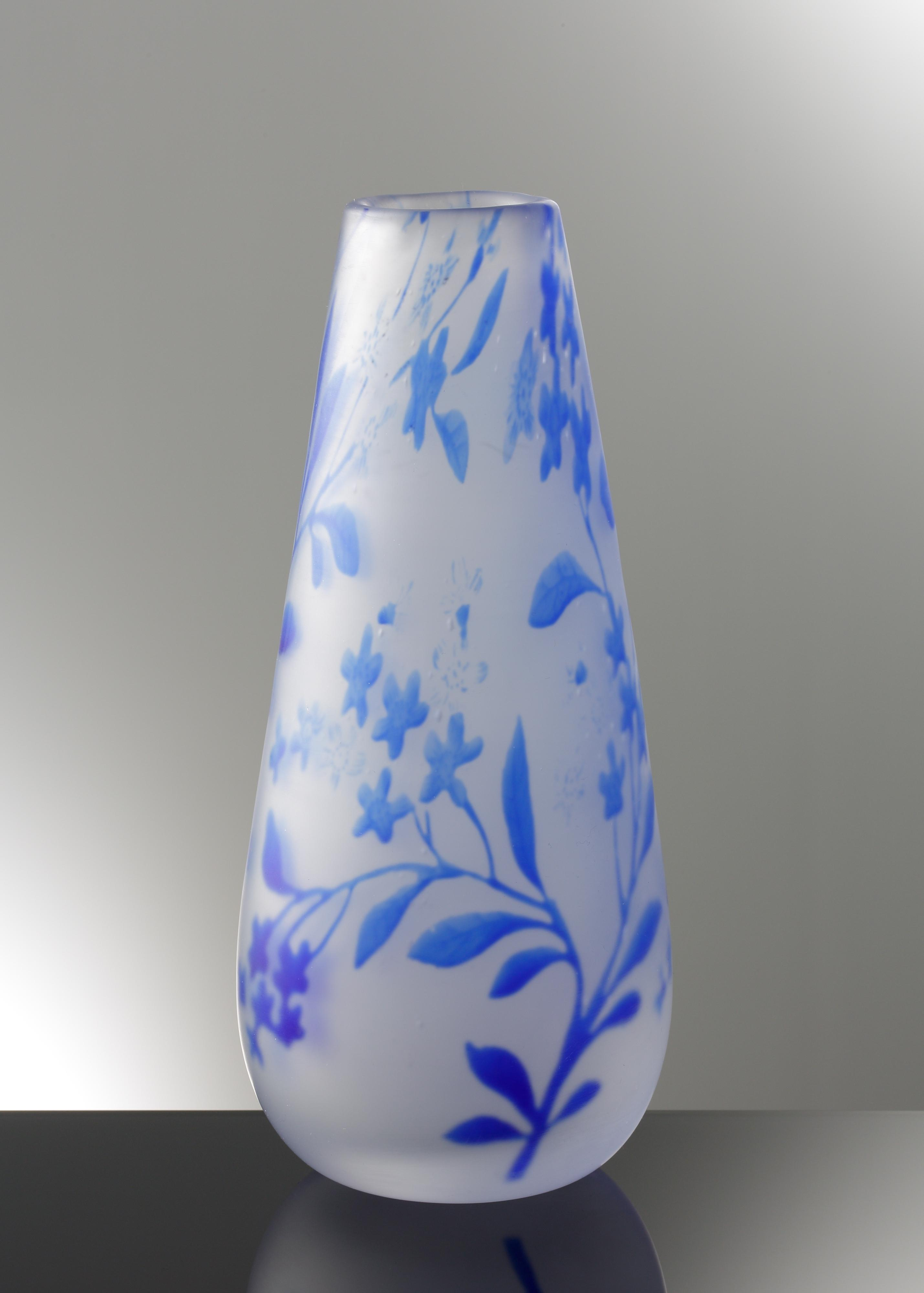
Graal Orrefors KB - HW No 1
hyttarbete utfört av Knut Bergqvist, formgiven av Simon Gate och mönstermakare Heinrich Wollman, 1916.

Orrefors graalglasteknik togs fram i juli 1916 av glasblåsarmästaren Knut Bergqvist, helt på egen hand. Graal nr 1 finns på Orrefors glasbruks museum och är signerad "Graal Orrefors KB HW N:o 1".

## Historik
Graal nr 3 som Bergqvist behöll själv, är sönderslagen och har en signering i den sparade bottendelen: "Graal Orrefors K.B. 28 juli 1916 N:o 3". Mäster Knut drevs på och inspirerades av bruksdisponenten Albert Ahlin att förnya tekniken med mångfärgade och etsade överfångsglas. Resultatet blev att Knut B. uppfann den typ av mellanskiktsdekor, som Ahlin i november 1916 döpte till Graalglas, inspirerad av Gustaf Frödings dikt Sagan om gral. 
1950 sålde Knut Bergqvist till Orrefors bruk rätten att söka patent på graalmetoden. Något patent erhölls ej - man framhöll inte tillräckligt tydligt det specifika med den tunnväggiga Orreforsgraalen: att göra relativt små ämnen där tunna färgade glasskikt krängs över varandra i en speciell överdrivningsmetod som Bergqvist tog fram. Dessa tunnväggiga graalglas kunde inte efterliknas av andra bruk och man behövde då ej något patent. Från 1930-talet och framåt började man göra tjockväggiga graalar. Ämnet behandlades då med gravyr, slipning och blästring och på senare år målas även ämnet med värmebeständig färg. Man kan också lägga på värmetåliga dekaler. Då blev graalmetoden något lättare att arbeta med och tekniken har därefter tagits upp vid flera glasbruk och studiohyttor. Ariel, slipgraal, ravenna, kraka etc är vidareutvecklingar av Knut Bergqvists graalmetod.

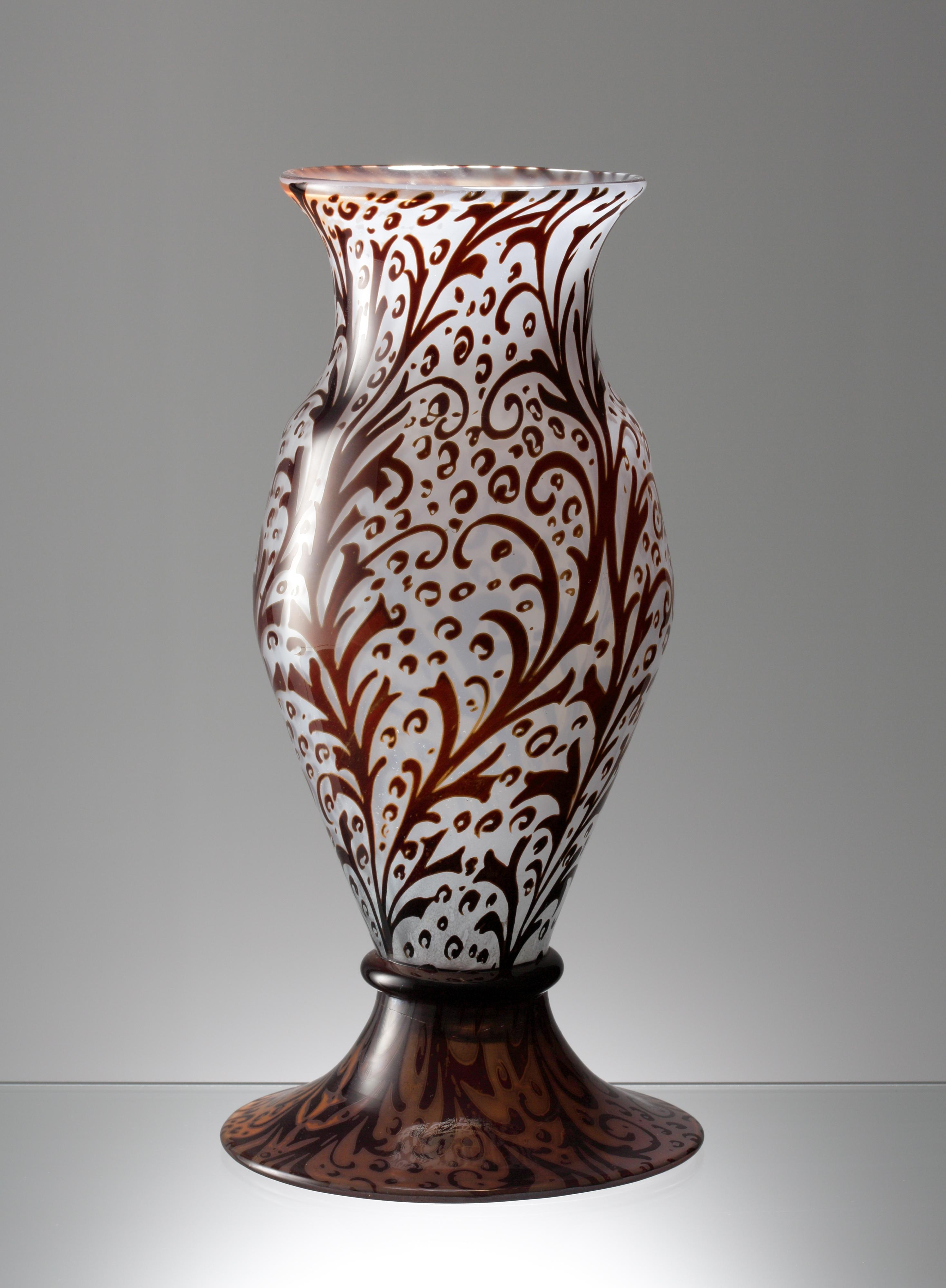
Graalvas, formgiven av Edward Hald, mönstret utfört av Heinrich Wollman och hyttarbetet utfört av Knut Bergqvist, 1919.

Bergqvist kunde lägga upp till fem olikfärgade glasskikt över varandra utan att ämnet blev för tjockt att genometsa, när glasmålaren Heinrich Wollman överförde ett tecknat mönster till detsamma. Det färdigbehandlade ämnet värmdes till cirka 800 grader Celsius och häftades an på Mäster Knuts glasblåsarpipa. Det drogs över med ett skikt av klarglas. Med detta ytskikt blåstes glaset ut och då kom det mångfärgade och etsade mönstret att ligga inne i glasmassan. Mönstret förstorades och ändrade karaktär vid utblåsningen och graalens slutliga design formades vid detta mästararbete vid hyttstolen framför glasugnen. De första recensionerna talade om "den heta teknikens mästerverk". 
Gustaf Fröding hämtade sitt gralbegrepp från legenderna om den Heliga Graal. Dick Harrison i Lund har i boken Förrädaren, skökan och självmördaren utförligt behandlat hur dessa legender växte fram under medeltiden. Omkring år 1200 trädde Josef av Arimataia in i dessa legender - man menade att han vid korsfästelsen i en skål hade samlat upp blod från Kristi lekamen. Det skulle ha skett ett under och blodet blev inneslutet i graalskålen. På Orrefors hämtade man hösten 1916 namnet graalglas från dessa legender, emedan man tyckte att mönstret i dessa glas ligger inbakat i glasmassan på ett liknande sätt som Kristi blod skulle ha blivit inneslutet i den Heliga Graalskålen. Frågan är om S i ligatur med G i Orrefors varumärke S/Graal syftar på det konstnärliga smakrådet Simon Gate eller på Frödings Sagan om Gral eller på legendernas San Graal?
Knut Bergqvist formgav själv ett hundratal av de första graalglasen – många av dem är onumrerade – samt formgav även ett stort antal därefter. Denna Knut Bergqvists roll som formgivare av graalglas har under senare år belysts av den tyske konsthistorikern Helmut Ricke i boken Glas in Schweden och även i Orrefors – ett hundra år av svensk glaskonst. I den senare boken har också konsthistorikern Dag Widman lyft fram formgivaren Knut Bergqvist i en utförlig beskrivning av pionjäråren från 1914 och framåt. I boken Glas in Schweden har Ricke tagit in bild och beskrivning av några av Bergqvists tidiga graalar, där mästerblåsaren har låtit hantverksbriljansen flöda. 

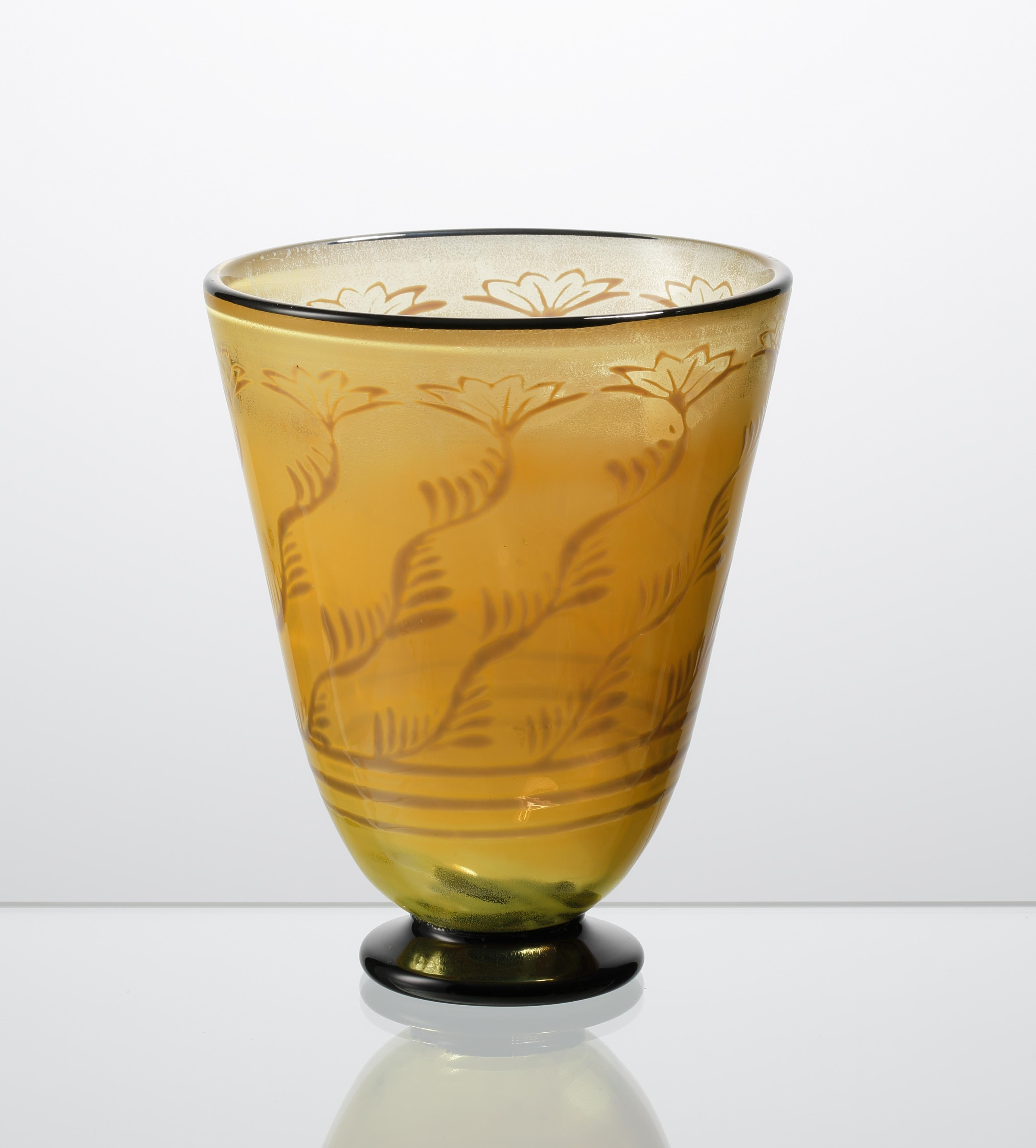
Graalvas formgiven av Flory Gate, 1930

Konstnären Simon Gate och senare även Edward Hald började så småningom rita mönster till graalglas för Knut Bergqvists nya teknik. Sedan började de också göra arbetsritningar, som angav den form, som Mäster Knut skulle ge dessa glas i arbetet vid glasugnen. Enligt Knut Bergqvists uppgifter i hans memoarer, skedde inte detta förrän in på året 1917. På ritkontoret diskuterade då konstnär och mästerblåsare tillsammans de formmässiga problemen, och man samarbetade även vid Bergqvists hyttstol där glasen utformades. Mästerblåsaren och konstnären utvecklade på så sätt tillsammans graalglasens formgivning till det resultat som bidrog till Orreforsglasets världsberömmelse.

## Senare beskrivningar
I boken Kärlek till glas har Knut Bergqvist berättat om Graalglasets "födelse" och även dåvarande delägaren i Orrefors glasbruk Agnes Hellner, har berättat om detta i den boken. Hennes framställning grundas på att hon intervjuade mästerblåsaren och konstnärerna vid bruket - hon bjöd dem därvid på kaffe och punsch i brukets Villa Mörgröna. Agnes Hellners stora glassamling, som rymmer flera av de tidiga graalarna, har donerats till Stockholms universitet och finns i deras konferensvilla Spökslottet på Drottninggatan 116 i Stockholm. Dessa inkunabler från 1916 och några år framåt kan också beses på Orrefors glasbruks museum och på Smålands museum i Växjö.